# Greve in Chianti
Greve in Chianti es una localidad y municipio italiano de la Ciudad metropolitana de Florencia, en la región de la Toscana, con 14.262 habitantes. Entre sus habitantes distinguidos están el explorador Giovanni da Verrazzano, la escritora Oriana Fallaci y el jugador profesional de Starcraft II Riccardo "Reynor" Romiti.

Ubicación del municipio de Greve in Chianti dentro de la ciudad metropolitana de Florencia.

## Evolución demográfica
| Gráfica de evolución demográfica de Greve in Chianti entre 1861 y 2005 |
|                                                                        |
| Fuente ISTAT - Elaboración gráfica por parte de Wikipedia              |